# کلمه قافیه
کلمهٔ قافیه، کلمه‌ای که قافیه در آن قرار دارد.
در نظم و شعر منظوم به «آخرین کلمهٔ اصلی و غیر مکرر بیت (یا مصراع اول مطلع)» گفته می‌شد. در شعر نو با توسعه مفهوم «قافیه» به کلمه‌ای که قافیه در آن قرار دارد گفته می‌شود.